# Microrregión de Sobral
La microrregión de Sobral es una de las  microrregiones del estado brasileño del Ceará perteneciente a la mesorregión  Noroeste Cearense. Su población fue estimada en 2014 por el IBGE en 418.703 habitantes y está dividida en doce municipios. Posee un área total de 8.233,606 km².

## Municipios
- Cariré
- Forquilha
- Graça
- Groaíras
- Irauçuba
- Massapê
- Miraíma
- Mucambo
- Pacujá
- Santana do Acaraú
- Senador Sá
- Sobral

- Datos: Q941219